# IC 4356
IC 4356 ist eine kompakte linsenförmige Galaxie vom Hubble-Typ S0 im Sternbild Jagdhunde am Nordsternhimmel. Sie ist rund 676 Millionen Lichtjahre von der Milchstraße entfernt und hat einen Durchmesser von etwa 95.000 Lichtjahren.

Im selben Himmelsareal befinden sich u. a. die Galaxien NGC 5378, NGC 5380, NGC 5394, NGC 5395.
Das Objekt wurde am 19. Juni 1897 von Stéphane Javelle entdeckt.